# The Babysitter (2017)
The Babysitter (bra: A Babá; prt: The Babysitter) é um filme americano de comédia de terror de 2017 dirigido por McG e escrito por Brian Duffield. O elenco é composto por Samara Weaving, Judah Lewis, Hana Mae Lee, Robbie Amell e Bella Thorne. O filme foi lançado pela Netflix em 13 de outubro de 2017. Uma sequência, The Babysitter: Killer Queen, foi lançada em 10 de setembro de 2020.

## Enredo
Cole Johnson tem 12 anos e é intimidado por seu vizinho Jeremy, mas sua babá Bee corre até ele e afasta Jeremy de Cole. No dia seguinte, quando seus pais vão passar uma noite fora em um hotel, Bee e Cole passam um tempo juntos, até que precisa ir para a cama. Cole é incentivado por uma mensagem de sua vizinha e melhor amiga Melanie para ir ver o que Bee fica fazendo depois que ele vai dormir. Para sua surpresa, ele vê o que parece ser Bee e vários de seus amigos de escola: Max, John, Allison, Sonya, e Samuel. Eles estão jogando um jogo de verdade ou desafio formatado como um jogo de girar a garrafa. No entanto, quando Bee beija Samuel, ela puxa duas adagas de trás de suas costas e apunhala-lo no crânio. Os outros coletam o sangue de Samuel, revelando-se como membros de um culto demoníaco. Cole corre para o seu quarto, onde ele chama a polícia, coloca seus sapatos, e encontra uma faca de bolso. Ele finge estar dormindo quando Bee e os membros do culto entram em seu quarto para retirar uma amostra de seu sangue. Ao sair, ele tenta escapar para fora da janela, mas Bee fica no quarto e Cole desmaia.
Bee e seu culto questionam Cole, enquanto respondem suas perguntas dizendo que era para um projeto de ciências. Quando a polícia chega, Max mata um policial com um poker, mas o policial acidentalmente atira em Allison, após isso Bee e Max matam o outro policial. Bee força Cole para dar-lhes o código policial para não chamar outros policiais. Enquanto Allison reclama de ser baleada, Cole corre até a escada e John persegue-o, mas é empurrado sobre o corrimão, caindo em um troféu que espeta seu pescoço.
Cole escapa pela janela do seu quarto e se esconde no porão. Apesar de Sonya encontra-lo, ele prende ela no porão e em seguida, acende um fogo de artifício de foguetes e spray para explodir ela. Max então persegue Cole até a antiga casa na árvore, mas é morto quando ele cai e fica pendurado pela escada de corda. Cole escapa para a casa de Melanie, e depois de beijá-la, diz para Melanie chamar a polícia.
Cole retorna para sua casa para encontrar Allison, que tenta mata-lo com uma faca de cozinha; ela é acertada por um tiro na cabeça com de uma espingarda por Bee. Bee explica a Cole que quando ela era jovem, ela fez um acordo com o diabo para obter tudo o que ela queria sacrificando o sangue de pessoas inocentes e derramando o sangue sobre o livro antigo, enquanto recitava seus versos. Embora ela queira que Cole se junte a sua causa, Cole queima o livro de feitiços. Ele corre para a casa de Melanie, pega o carro do pai de Melanie e dirige em linha reta em direção a sua casa, enquanto Bee está na sala de estar. Depois de colidir com ela, eles têm uma última despedida antes de Cole sair dos destroços. Quando a polícia e a equipa de emergência chegar, Cole diz a seus pais que ele não precisa de uma babá. Mais tarde, um bombeiro passando pelos destroços da casa de Cole é atacada por Bee.

## Elenco
- Samara Weaving como Bee, a atraente babá de Cole e líder secreta de um culto de adoração ao demônio.[3]
- Judah Lewis como Cole, um menino pré-adolescente cujos pais contratam uma babá quando saem. Ele não tem autoconfiança e é frequentemente atormentado, mas aprende a revidar quando o culto tenta matá-lo.[4]
- Hana Mae Lee como Sonya, amiga de Bee e parte de seu culto.[5]
- Robbie Amell como Max, amigo atleta de Bee que é parte de seu culto.[6]
- Bella Thorne como Allison, amiga líder de torcida de Bee que é parte de seu culto.[7]
- Andrew Bachelor como John, amigo de Bee e parte de seu culto.[8]
- Emily Alyn Lind como Melanie, vizinha e amiga de Cole, que secretamente tem uma queda por ele. Ela é a que incentiva Cole para espionar Bee.[9]
- Leslie Bibb como mãe de Cole.
- Ken Marino como pai de Cole.
- Doug Haley como Samuel, uma infeliz vítima de Bee e seu culto.
- Miles J. Harvey como Jeremy, o vizinho agressor de Cole.
- Chris Wylde como Juan, o pai chato de Melanie.

## Produção
Em 24 de novembro de 2014, foi anunciado que o roteiro da comédia de terror de Brian Duffield, The Babysitter, havia sido comprado pela Wonderland Sound and Vision de McG, com McG e Mary Viola produzindo o filme. O projeto foi trazido pelo produtor-executivo Steven Bello. Em dezembro de 2014, o script apareceu na 2014 Black List dos melhores roteiros não produzidos em Hollywood. Joe Lynch e Jason Eisener estavam em negociações para dirigir o filme. Em 10 de setembro de 2015, McG foi contratado para dirigir o filme para a New Line Cinema, enquanto Wonderland iria co-financiar o filme, juntamente com Boies/Schiller Film Group. As filmagens do filme começaram em 27 de outubro de 2015, em Los Angeles.

## Lançamento
Em dezembro de 2016, a Netflix adquiriu os direitos de distribuição do filme do New Line Cinema. Ele estreou na plataforma em 13 de outubro de 2017.

## Recepção
No site agregador de críticas o Rotten Tomatoes o filme tem uma aprovação favorável de 71% baseado em 28 comentários onde 20 são positivos, sob o consenso de que o filme é "Agradável, se não particularmente original, The Babysitter aproveita ao máximo seus ingredientes familiares de gênero com direção enérgica e um elenco matador".
Felix Vasquez Jr., do Cinema Crazed, chamou isso de: "Uma grande comédia de terror com uma história genuinamente comovente de crescimento escondido debaixo de baldes de sangue e satanismo." Matt Donato, do Dread Central, deu 4 de 5 e escreveu: "A comédia oculta hilariante e horripilante de McG prova que Samara Weaving vale setenta bilhões de vezes, transformando-a no novo gênero 'it' girl da noite pro dia."
William Bibbiani da IGN deu ao filme 4,8 de 10, dizendo "The Babysitter da Netflix não funciona como um filme de terror ou uma comédia." Blake Goble da Consequence of Sound criticou o filme, dizendo "A comédia de terror hiper-referencial de McG falha tanto como filme de terror quanto como meta-comentário." Além disso, ele chamou o filme de "hediondo" e sugeriu vários outros insultos para descrevê-lo, concluindo com: "Isso não pode ser afirmado com bastante ênfase – fique longe de The Babysitter."

## Sequência
Em 26 de setembro de 2019, a Netflix anunciou que uma sequência de The Babysitter estava sendo produzida, com McG retornando como diretor e produtor. Pouco depois do anúncio, foi relatado que McG, Dan Lagana, Brad Morris e Jimmy Warden escreveriam o roteiro da sequência. Os membros do elenco original, Lewis, Weaving, Thorne, Amell, Lee, Bachelor, Lind, Marino e Bibb também retornaram. O filme foi lançado na Netflix em 10 de setembro de 2020.